# Carme Simon i Adroher
Carme Simon i Adroher (Olot, 13 de setembre de 1953) és una activista cultural i va ser directora de la Biblioteca Marià Vayreda fins al 2019.
Va fundar l'editorial "Llibres de Batet" conjuntament amb Teresa Planagumà, filòloga i activista cultural.
Fou guardonada amb les Ales de la Cultura, el premi que concedeix cada any l'Institut de Cultura d'Olot a una persona o entitat que ha destacat per la seva tasca feta en l'àmbit de la cultura.